# The Killers
The Killers là một ban nhạc rock của người Mỹ thành lập ở Las Vegas, Nevada năm 2001 do Brandon Flowers (hát chính, keyboards) và Dave Keuning (guitar, hát phụ) sáng lập. Mark Stoermer (bass, hát phụ) và Ronnie Vannucci Jr. (trống, nhạc cụ gõ) tham gia vào ban nhạc vào năm 2002. Cái tên The Killers bắt nguồn từ một biểu tượng hư cấu xuất hiện trên trống bass, được khắc họa trong MV bài hát "Crystal" của New Order.
Ban nhạc đã phát hành 4 album phòng thu từng thuộc tốp đầu các bảng xếp hạng: Hot Fuss (2004), Sam's Town (2006), Day & Age (2008) và Battle Born (2012). Họ cũng phát hành bìa mặt B và hai album biên tập Sawdust (2007); một album trực tiếp Live from the Royal Albert Hall (2009) và một album biên tập Direct Hits (2013).

## Lịch sử

### 2001-03: Nguồn gốc và sự hình thành
Năm 2001, Brandon Flowers đã bị ban nhạc khởi nghiệp của mình, một nhóm synthpop ba người ở Las Vegas sa thải với trưởng nhóm là Blush Response, người sau đó cũng chuyển tới Los Angeles. Sau khi tham dự một buổi diễn của Oasis ở khách sạn Hard Rock trong chuyến lưu diễn Tour of Brotherly Love, Flowers nhận ra tiếng gọi của nhạc Rock với mình và bắt đầu công cuộc tìm kiếm các nghệ sĩ có cùng chí hướng giống mình. Sau đó anh vô tình nhìn thấy một tấm bìa quảng cáo trên một tờ báo ở Las Vegas của Dave Keuning, một nghệ sĩ guitar 25 tuổi chuyển tới Las Vegas từ lowa một năm trước đó. Cả hai đã cùng chia sẻ niềm đam mê âm nhạc của mình và sớm cùng nhau sáng tác bài hát trong căn hộ của Keuning. Đến cuối năm 2001, họ đã thu âm được một bản demo tại phòng thu Kill The Messenger ở Henderson, Nevada. Trong bản demo này có bốn track tiêu biểu "Desperate", "Replaceable" và phiên bản đầu của "Mr. Brightside" và "Under the Gun". Tay trống địa phương Matt Norcross chơi trống cho bản demo, trong khi Dell Neal, bạn cùng phòng của Keuning phụ trách chơi bass trong hai track.

## Các thành viên
| Thành viên hiện tại - Brandon Flowers – hát chính, keyboard, bass (2001–nay) - Dave Keuning – guitar, hát phụ (2001–nay) - Mark Stoermer – bass, guitar, hát phụ (2002–nay) - Ronnie Vannucci, Jr. – trống, nhạc cụ gõ (2002–nay) Thành viên tham gia lưu diễn hiện tại - Ted Sablay – guitar, keyboard, hát phụ (2006–2007, 2011–nay) - Jake Blanton – keyboard, guitar, hát phụ (2012–nay) Thành viên tham gia lưu diễn cũ - Tommy Marth – saxophone (2008–2010) - Ray Suen – keyboard, guitar, violin, hát phụ (2008–2010) | Thành viên cũ - Dell Neal – bass, hát phụ (2001–2002) - Matt Norcross – trống (2001–2002) - Brian Havens – trống (2002) |

## Danh sách đĩa nhạc
- Hot Fuss (2004)
- Sam's Town (2006)
- Day & Age (2008)
- Battle Born (2012)